# قانون کفش پاشنه‌بلند

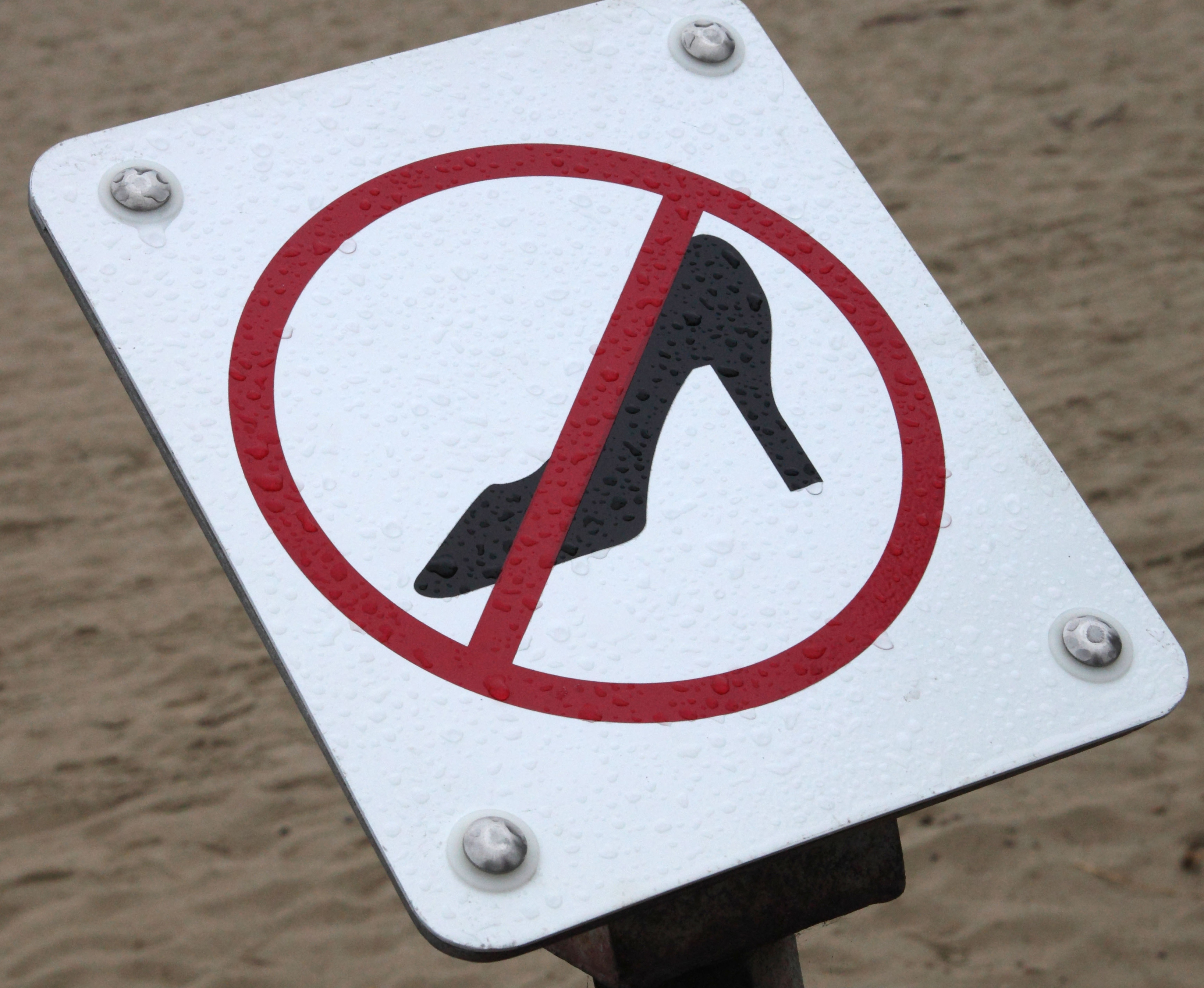
کفش پاشنه‌بلند توسط قانون و سیاست در جای‌های مختلفی از جمله مدارس، موزه‌ها محله‌هایی از جمله موبیل، آلاباما محدود شده است. در این مورد این علامت استفاده از آن را در Stearns Wharf در سانتا باربارا، کالیفرنیا منع می‌کند.

سیاست پاشنه‌بلند (انگلیسی: High heel policy) یک قاعده یا قانون دربارهٔ کفش پاشنه‌بلند که ممکن است در جای‌ها یا شرایط مختلف الزامی یا غیرمجاز باشد.